# Pronola ectrocta
Pronola ectrocta là một loài bướm đêm thuộc phân họ Arctiinae, họ Erebidae.